# パオロ・マラテスタ

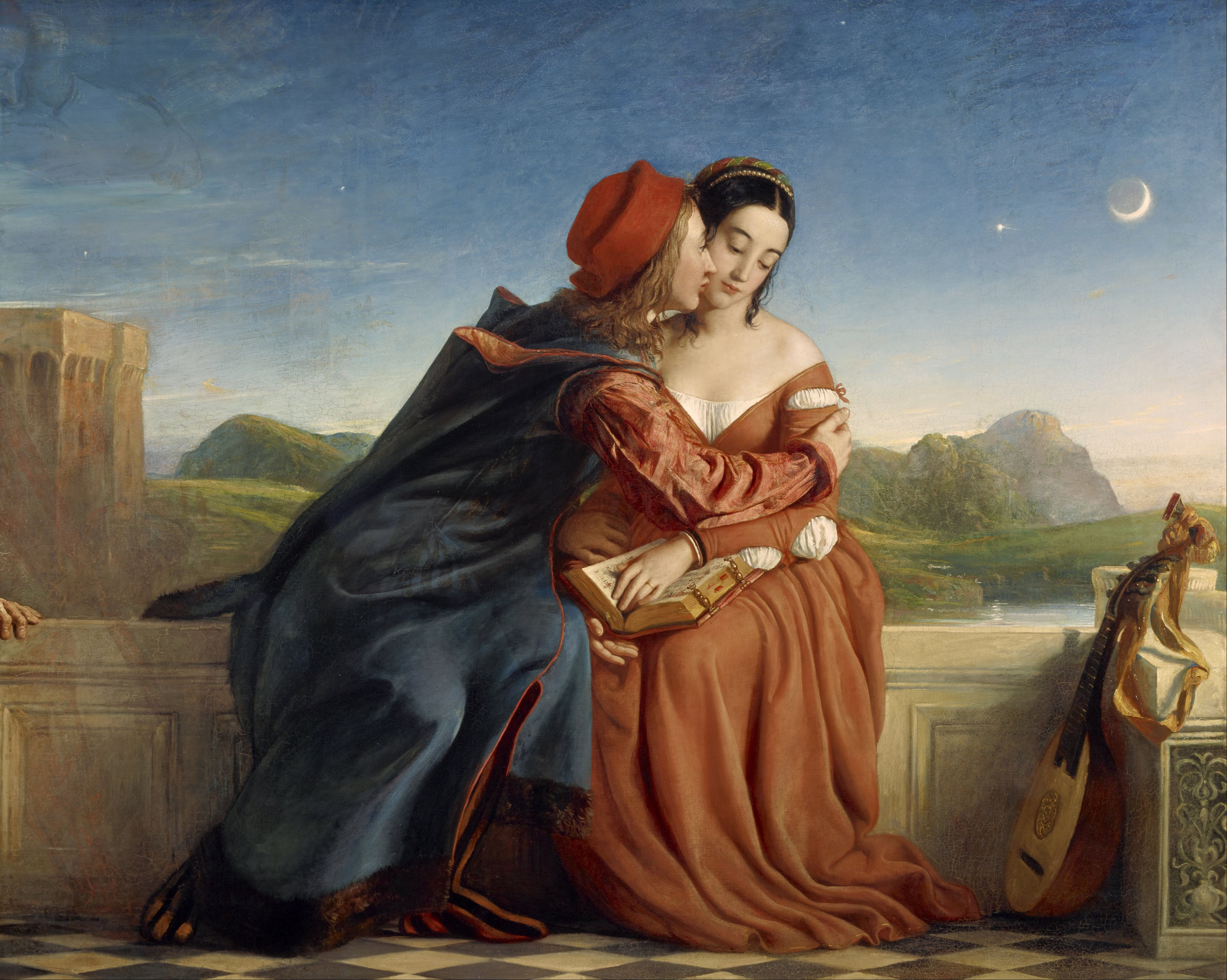
『パオロとフランチェスカ』（ウィリアム・ダイス画、1837年）

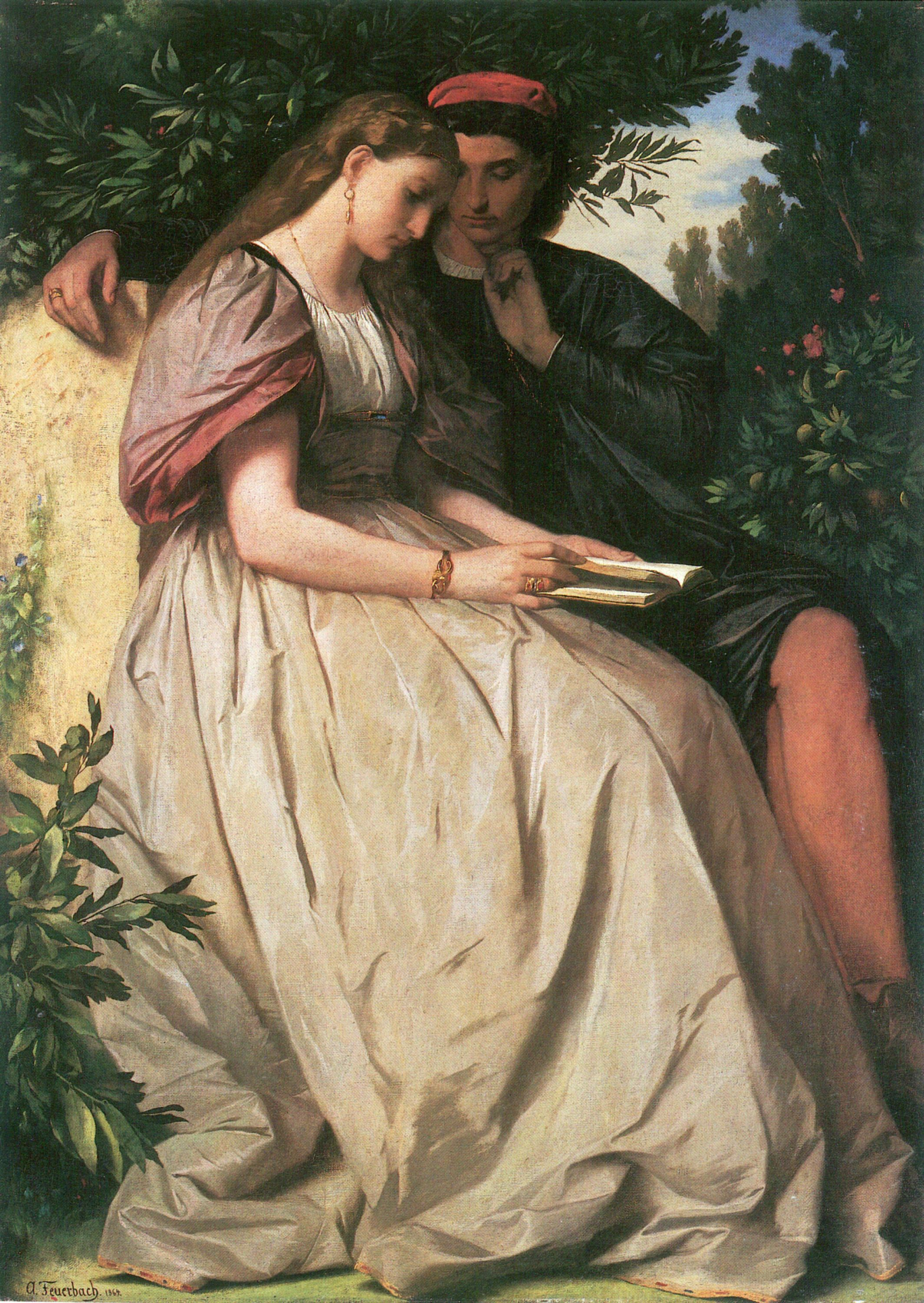
『パオロとフランチェスカ』アンゼルム・フォイエルバッハ画、1864年）

パオロ・マラテスタ（Paolo Malatesta, 1246年 - 1285年）は、リミニの領主マラテスタ・ダ・ヴェルッチョの三男。ダンテ・アリギエーリの『神曲』地獄篇に登場する、フランチェスカ・ダ・ポレンタとの悲恋で広く知られている。兄にとマラテスティーノ・マラテスタがいる。
パオロは1269年にギアッジョーロの相続人オラビレ・ベアトリーチェと結婚し、爵位は2人の子ウベルトが継承した。常に女性の注目を集める美男だったと描かれるが、パオロはギベリンとの戦いにおいて長く父のそばにいた。1265年、彼はウルビーノ領主グイド・ダ・モンテフェルトロと戦い、ラヴェンナ領主グイド・ダ・ポレンタ（フランチェスカの父）とともにトラヴェルサーリと戦った。
1282年3月、ローマ教皇マルティヌス4世により、彼はフィレンツェの民衆隊長（podesta）に選ばれた。この時に、おそらくダンテは彼に会ったといわれている。パオロの経歴は、兄ジョヴァンニの妻フランチェスカ・ダ・ポレンタとの恋愛が露見し、2人ともジョヴァンニに殺されたため、ここで終わっている。